# 维莱比宗
维莱比宗（法語：Villers-Buzon，法語發音：[vilɛʁ byzɔ̃]）是法国杜省的一个市镇，属于贝桑松区。

## 地理
维莱比宗（47°13'39"N, 5°51'6"E）面积3.19 平方千米，位于法国勃艮第-弗朗什-孔泰大區杜省，该省份为法国东部内陆省份，北起上索恩省，西接汝拉省，东部及东南部与瑞士接壤，东北部与贝尔福地区省接壤。
与维莱比宗接壤的市镇（或旧市镇、城区）包括：拉韦尔奈、达讷马里叙克雷特、普耶弗朗赛、马兹罗勒勒萨兰、科尔孔德赖、舍莫丹和沃。

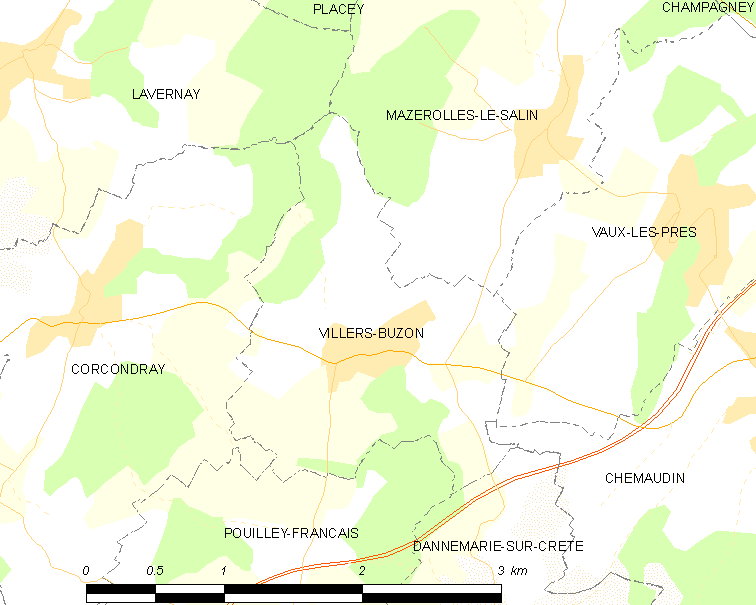
维莱比宗的OSM定位图

维莱比宗的时区为UTC+01:00、UTC+02:00（夏令时）。

## 行政
维莱比宗的邮政编码为25170，INSEE市镇编码为25622。

## 政治
维莱比宗所属的省级选区为圣维特县。

## 人口

1962-2008年间维莱比宗人口变化图示

维莱比宗于2022年1月1日时的人口数量为295人。